# 이동한 (1884년)
이동한(李東漢, 1884년 2월 29일 ~ 1963년 3월 29일)은 前 일제강점기 행정관료이다.
전라북도 전주의 부농 집안에서 출생한 그는 일제 강점기 전라북도 순창 · 진안 · 임실 · 정읍군수 직책을 지냈다. 1945년 조선 광복과 1948년 대한 정부 수립과 1950년 6.25 전쟁을 목도한 그는 그 후 1954년 민주국민당 전임위원 직위를 잠시 지냈지만 결국 같은 해에 민주국민당 탈당을 하였다.
1963년 사망하였다. 사후에 그는 2002년 이후 친일인명사전 등재자이기도 하다.